# 맞춤법

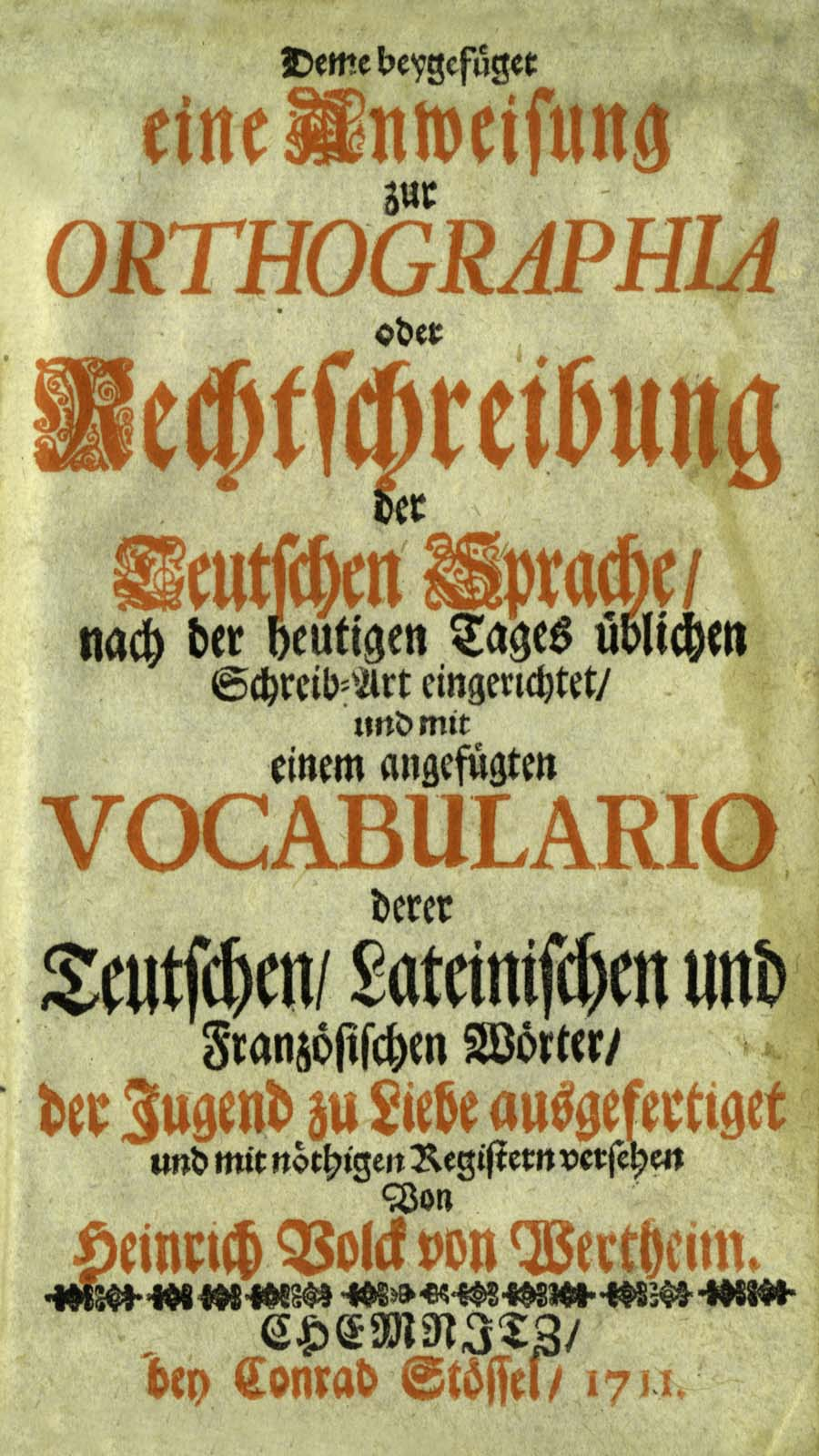

언어의 맞춤법(orthography) 또는 정자법(正字法) 혹은 철자법(綴字法), 정서법(正書法)은 특정한 문자 언어를 사용하여 언어를 쓸 때 올바른 방법을 지시하는 지침이다. 또는 어떤 문자로 언어를 표기하기 위한 규칙 또는 관습이다. 맞춤법은 타이포그래피와 구별된다.
대부분의 국내 및 국제 언어는 상당한 표준화를 거친 확립된 쓰기 체계를 갖고 있으므로 구어보다 방언의 변형이 적다. 이러한 과정은 더 이상 말하기에서 일상적으로 관찰되지 않는 발음 패턴(예: "would" 및 "should")을 화석화할 수 있다. 또한 미국식 철자와 영국식 철자 사이에 쉽게 눈에 띄는 차이를 도입하려는 노아 웹스터의 노력에서 볼 수 있듯이 국가 정체성을 위해 가변성을 도입하려는 의도적인 노력을 반영할 수도 있다. (예: "honor" and "honour")

## 어원
영어로는 오소그래피(orthography)라고 하는데, 이 단어는 그리스어의 ὀρθός (옳은)[*]와 γράφειν  (쓰기)[*]에서 비롯되었다.

## 같이 보기
- 한글 맞춤법
  - 띄어쓰기
  - 문장부호
- 표준어
- 대한민국 표준어
- 표준어 규정
  - 표준어 사정 원칙
  - 표준 발음법
- 외래어 표기법
- 로마자 표기법
- 한국어의 로마자 표기법
- 맞춤법 검사기